# Codice ATC B03
Il codice ATC B03 "Preparati anti anemici" è un sottogruppo del sistema di classificazione Anatomico Terapeutico e Chimico, un sistema di codici alfanumerici sviluppato dall'OMS per la classificazione dei farmaci e altri prodotti medici. Il sottogruppo B03 fa parte del gruppo anatomico B, farmaci per il sangue e l'emopoiesi.
Codici per uso veterinario (codici ATCvet) possono essere creati ponendo una lettera Q di fronte al codice ATC umano: QB03...  I codici ATCvet senza corrispondente codice ATC umano sono riportati nella lista seguente con la Q iniziale.
Numeri nazionali della classificazione ATC possono includere codici aggiuntivi non presenti in questa lista, che segue la versione OMS.

## B03A Preparati a base di Ferro

### B03AA Ferro bivalente, preparazioni orali
B03AA01 Glicina fosfato ferroso
B03AA02 Fumarato ferroso
B03AA03 Gluconato ferroso
B03AA04 Carbonato ferroso
B03AA05 Cloruro ferroso
B03AA06 Succinato ferroso
B03AA07 Solfato ferroso
B03AA08 Tartrato ferroso
B03AA09 Aspartato ferroso
B03AA10 Ascorbato ferroso
B03AA11 Ioduro ferroso

### B03AB Ferro trivalente, preparazioni orali
B03AB01 Sodio citrato ferrico
B03AB02 Ossido saccarato ferrico
B03AB03 Sodio feredetato
B03AB04 Idrossido ferrico
B03AB05 Complessi di ossido ferrico polimaltoso
B03AB06 Citrato ferrico
B03AB07 Complessi di ferro-condroitinfosfato
B03AB08 Acetil transferrina ferrica
B03AB09 Protiensuccilinato ferrico
QB03AB90 Terapia marziale

### B03AD Ferro in associazione con acido folico
B03AD01 Complesso amminoacido ferroso
B03AD02 Fumarato ferroso
B03AD03 Solfato ferroso
B03AD04 Complessi dell'ossido polimaltoso ferrico

### B03AE Ferro in altre associazioni
B03AE01 Ferro, vitamina B12 e acido folico
B03AE02 Ferro, multivitamine e acido folico
B03AE03 Ferro e multivitamine
B03AE04 Ferro, multivitamine e minerali
B03AE10 Associazioni varie

## B03B Vitamina B12e acido folico

### B03BA Vitamina B12(cianocobalamina e analoghi)
B03BA01 Cianocobalamina
B03BA02 Complesso cianocobalamina tannino
B03BA03 Idrossocobalamina
B03BA04 Cobamamide
B03BA05 Mecobalamina
B03BA51 Cianocobalamina, associazioni
B03BA53 Idrossocobalamina, associazioni

### B03BB Acido folico e associazioni
B03BB01 Acido folico
B03BB51 Acido folico, associazioni

## B03X Altre preparazioni antianemiche

### B03XA Altre preparazioni antianemiche
B03XA01 Eritropoietina
B03XA02 Darbepoetina alfa
B03XA03 Metossi polietilene glicole-epoetina beta
B03XA04 Peginesatide